# Isophya modestior
Isophya modestior – gatunek górskiego owada prostoskrzydłego z rodziny pasikonikowatych (Tettigoniidae) opisany naukowo z Serbii.
Występuje w Europie Południowej. Z Polski notowany był jego podgatunek I. m. stysi stwierdzony tylko na jednym stanowisku w Bieszczadach. Jest związany z terenami trawiastymi. 
Gatunki z rodzaju Isophya są w języku polskim określane zwyczajową nazwą zrówieńka.